# Walter Frank Raphael Weldon
Walter Frank Raphael Weldon (Highgate, Londres, 15 de marzo de 1860 - Oxford, 13 de abril de 1906) fue un zoólogo evolutivo y biométrico británico.
En 1901, junto con Karl Pearson y Francis Galton, fundó la revista científica Biometrika.

## Obra
En principio interesado por la morfología de la mano de Francis Balfour, Weldon reenfocó progresivamente sus intereses científicos hacia los problemas de variación y correlación orgánica. Comenzó utilizando las técnicas estadísticas desarrolladas por Galton. A partir de entonces, Weldon llegó al convencimiento de que "el problema de la evolución animal es fundamentalmente un problema estadístico". Weldon comenzó a trabajar con el matemático Pearson hasta su obtención de una cátedra de anatomía comparada en 1899. 
En 1900 fue redescubierta la obra de Gregor Mendel, lo que desató un conflicto entre Weldon y Pearson y William Bateson, contrario a los biométricos. La polémica afectó a muchos de los aspectos de la naturaleza de la evolución y del valor del método estadístico. El debate se prolongó intensamente hasta la muerte de Weldon en 1906, aunque la polémica general entre biométricos y mendelianos continuó hasta la fundación de la Síntesis moderna en los años treinta.